# Yolla (Tasmanien)
Yolla ist eine ländliche Gemeinde im Nordwesten von Tasmanien. 2016 hatte der Ort 316 Einwohner.
Die Gegend um Yolla ist von Land- und Milchwirtschaft geprägt. Daneben spielt der Tourismus eine wachsende Rolle.

## Geschichte
Die Gegend wurde in den 1880er Jahren zuerst besiedelt. 1881 wurde ein Postamt mit der Adresse Camp Creek eröffnet, das 1906 in Yolla umbenannt wurde. Der Begriff steht in der Sprache der Aborigines für den Kurzschwanz-Sturmtaucher.